# Meyernreuth
Meyernreuth ist ein Gemeindeteil der kreisfreien Stadt Bayreuth im bayerischen Regierungsbezirk Oberfranken. Meyernreuth liegt in der Gemarkung Oberkonnersreuth.

## Geografie
Der Weiler ist unmittelbar von Acker- und Grünland umgeben. Eine Gemeindeverbindungsstraße führt nach Eichelberg (0,6 km nördlich) bzw. zum Gewerbegebiet Wolfsbach (0,6 km südlich). Südlich von Meyernreuth verläuft die Bundesstraße 22, die in die westlich des Ortes verlaufende Bundesstraße 2 mündet.

## Geschichte
Gegen Ende des 18. Jahrhunderts bestand Meyernreuth aus 5 Anwesen (2 Halbhöfe, 2 Sölden, 1 Tropfhaus). Die Hochgerichtsbarkeit stand dem bayreuthischen Stadtvogteiamt Bayreuth zu. Die Dorf- und Gemeindeherrschaft sowie die Grundherrschaft über alle Anwesen hatte das Hofkastenamt Bayreuth.
Von 1797 bis 1810 unterstand der Ort dem Justiz- und Kammeramt Bayreuth. Mit dem Gemeindeedikt wurde Meyernreuth dem 1812 gebildeten Steuerdistrikt Oberkonnersreuth und der zugleich gebildeten Ruralgemeinde Oberkonnersreuth zugewiesen. Am 1. Januar 1972 wurde Meyernreuth im Zuge der Gebietsreform in Bayern nach Bayreuth eingemeindet.

### Einwohnerentwicklung
| Jahr      | 001822 | 001861 | 001871 | 001885 | 001900 | 001925 | 001950 | 001961 | 001970 | 001987 |
| Einwohner | 26     | 48     | 48     | 58     | 52     | 51     | 58     | 41     | 45     | 42     |
| Häuser    | 9      |        |        | 7      | 7      | 8      | 7      | 7      |        | 9      |
| Quelle    | [ 6 ]  | [ 8 ]  | [ 9 ]  | [ 10 ] | [ 11 ] | [ 12 ] | [ 13 ] | [ 14 ] | [ 15 ] | [ 1 ]  |

## Religion
Meyernreuth ist evangelisch-lutherisch geprägt und nach St. Johannis gepfarrt.